# 韦尔斯 (不列颠哥伦比亚省)

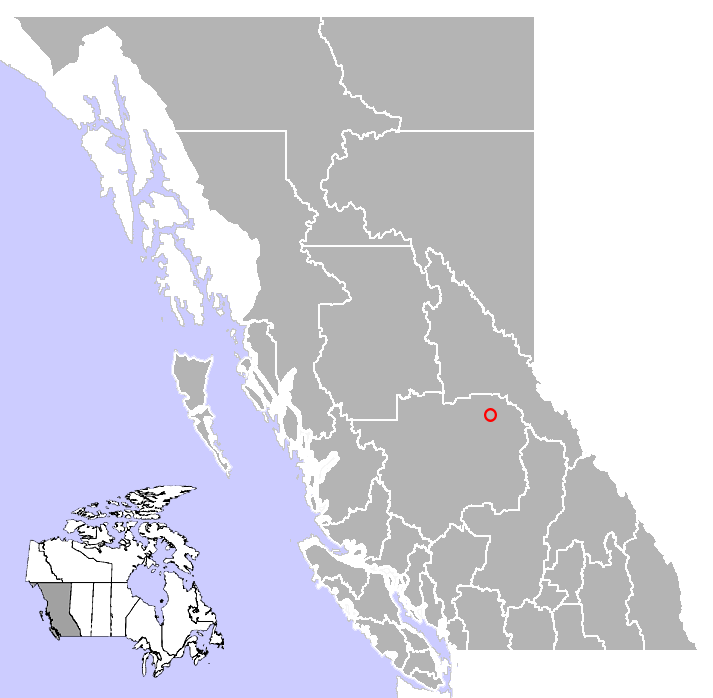
韦尔斯

韦尔斯（Wells），位于加拿大不列颠哥伦比亚省卡里布地方行政区中部，是一个以采矿业与旅游业为主的城镇。城镇距离魁奈尔74 km。该地面积为159.15 km2 (61.4 平方英里)，人口245人（2011年）。